# Эксцесс коалиции
Эксцесс коалиции — в теории кооперативных игр — мера неудовлетворённости
коалиции игроков распределением выигрыша.

## Формальное определение
Для любой коалиции K, для любого распределения выигрыша x эксцессом называется функция
где v — характеристическая функция кооперативной игры.
Данная величина показывает, насколько выигрыши, получаемые членами коалиции, не соответствуют её потенциалу,
определяемому значением характеристической функции v(S). Отрицательная величина эксцесса говорит
о том, что на распределении x члены коалиции получают больший выигрыш, чем тот, которого они могли
бы добиться, сформировав коалицию K. Положительная — что распределение выигрыша x не обеспечивает
того минимума, который даёт им формирование K.
Непосредственно из определения С-ядра кооперативной игры следует, что распределение выигрыша между
игроками будет принадлежать ему тогда и только тогда, когда эксцессы всех коалиций на этом распределении
неположительны.
Распределение выигрыша, в котором эксцессы всех коалиций минимальны, называется N-ядром кооперативной
игры.